# Heliantheini
Heliantheini là một trong hai tông của phân họ Lesbiinae trong họ Chim ruồi (Trochilidae). Tông này có 53 loài, chia thành 14 chi.

## Phân loại
Tông này có 14 chi:
| Hình ảnh | Chi          | Các loài |
| -------- | ------------ | --- |
|          | Aglaeactis   | - Aglaeactis aliciae - Aglaeactis castelnaudii - Aglaeactis cupripennis - Aglaeactis pamela |
|          | Boissonneaua | - Boissonneaua flavescens - Boissonneaua jardini - Boissonneaua matthewsii |
|          | Coeligena    | - Coeligena bonapartei - Coeligena coeligena - Coeligena helianthea - Coeligena iris - Coeligena lutetiae - Coeligena orina - Coeligena phalerata - Coeligena prunellei - Coeligena torquata - Coeligena violifer - Coeligena wilsoni                  |
|          | Ensifera     | - Ensifera ensifera |
|          | Eriocnemis   | - Eriocnemis aline - Eriocnemis cupreoventris - Eriocnemis derbyi - Eriocnemis glaucopoides - Eriocnemis godini - Eriocnemis isabellae - Eriocnemis luciani - Eriocnemis mirabilis - Eriocnemis mosquera - Eriocnemis nigrivestis - Eriocnemis vestita |
|          | Haplophaedia | - Haplophaedia assimilis - Haplophaedia aureliae - Haplophaedia lugens |
|          | Heliodoxa    | - Heliodoxa aurescens - Heliodoxa branickii - Heliodoxa gularis - Heliodoxa imperatrix - Heliodoxa jacula - Heliodoxa leadbeateri - Heliodoxa rubinoides - Heliodoxa rubricauda - Heliodoxa schreibersii - Heliodoxa xanthogonys                       |
|          | Lafresnaya   | - Lafresnaya lafresnayi |
|          | Loddigesia   | - Loddigesia mirabilis |
|          | Ocreatus     | - Ocreatus addae - Ocreatus peruanus - Ocreatus underwoodii |
|          | Pterophanes  | - Pterophanes cyanopterus |
|          | Urochroa     | - Urochroa bougueri - Urochroa leucura |
|          | Urosticte    | - Urosticte benjamini - Urosticte ruficrissa |